# Зелена (пункт контролю)
48°21′46″ пн. ш. 26°43′30″ сх. д. / 48.36278° пн. ш. 26.72500° сх. д.
Зеле́на — пункт пропуску через державний кордон України на кордоні з Молдовою. Через пропускний пункт здійснюється автомобільний вид пропуску.
Розташований у Чернівецькій області, Кельменецький район, поблизу села Зелена, на автошляху Т 2616. З молдавського боку знаходиться пункт пропуску «Медвежа», Бричанський район, у напрямку Ларги.
Вид пункту пропуску — автомобільний. Статус пункту пропуску — місцевий (з 7:00 до 20:00).
Характер перевезень — пасажирський.
Судячи із відсутності даних про пункт пропуску «Зелена» на сайті МОЗ, очевидно пункт може здійснювати тільки радіологічний, митний та прикордонний контроль.